# Thermodesulfobiaceae
Thermodesulfobiaceae  è una famiglia di batteri appartenente all'ordine Thermoanaerobacterales.